# Mukhtar Khan
Mukhtar Khan (* Kašmír) je indický fotograf a novinář. Byl jedním ze tří fotožurnalistů z Associated Press, kteří v roce 2020 vyhráli Pulitzerovu cenu za celovečerní fotografii za své fotografie ze zásahu Indie proti Kašmíru.

## Dílo
Rozsáhle se věnuje fotografické dokumentaci kašmírského konfliktu a příběhům lidí vysídlených po zemětřesení v jižní Asii. V Associated Press pracuje od roku 2000.

## Ocenění
V roce 2015 získal Atlantskou cenu za novinářskou fotografii (Atlanta Photojournalism Award). V roce 2020 získali Mukhtar Khan, Dar Yasin a Channi Anand Pulitzerovu cenu za fotografii.